# Паупини, Джузеппе
Джузеппе Паупини (итал. Giuseppe Paupini; 25 февраля 1907, Мондавио, королевство Италия — 18 июля 1992, Рим, Италия) — итальянский куриальный кардинал и ватиканский дипломат. Титулярный архиепископ Себастополиса Абасгийского со 2 февраля 1956 по 28 апреля 1969. Апостольский интернунций в Иране со 22 февраля 1956 по 25 февраля 1957. Апостольский нунций в Гватемале и Сальвадоре с 25 февраля 1957 по 23 мая 1959. Апостольский нунций в Колумбии с 23 мая 1959 по 28 апреля 1969. Великий пенитенциарий с 21 марта 1973 по 8 апреля 1984. Камерленго Священной Коллегии кардиналов с 22 июня 1987 по 2 мая 1988. Кардинал-дьякон с титулярной диаконией Оньиссанти-ин-виа-Аппиа-Нуова с 28 апреля 1969 по 30 июня 1979. Кардинал-священник с титулом церкви pro hac vice Оньиссанти-ин-виа-Аппиа-Нуова с 30 июня 1979.